# Verkiezingen voor het Europees Parlement 2009/Kandidatenlijst/SP
Hieronder staat de kandidatenlijst van de Nederlandse Socialistische Partij voor de Europese Parlementsverkiezingen 2009.

## Kandidatenlijst
1. Dennis de Jong (*)
2. Kartika Liotard (*)
3. Nicole van Gemert
4. Niels Jongerius
5. Rein van Gisteren
6. Jessica van Ruitenburg
7. Frank Futselaar
8. Tuur Elzinga
9. Eric Smaling
10. Bart Vermeulen
11. Stephan Schaminee
12. Vincent Mulder
13. Ron Meyer
14. Marga Berendse
15. Jamila Yahyaoui
16. Johan Kwisthout
17. Remine Alberts
18. Colette Sacco
19. Rikus Brader
20. Marloes Piepers
21. Antoine Teeuwen
22. Sandra Beckerman
23. Erdogan Kaya
24. Tjitske Siderius
25. Ingrid Gyömörei
26. Spencer Zeegers
27. Arnout Hoekstra
28. Meta Meijer
29. Jos van der Horst
30. Nico Heijmans

Noot*: verkozen politici